# Beaujolais (region)

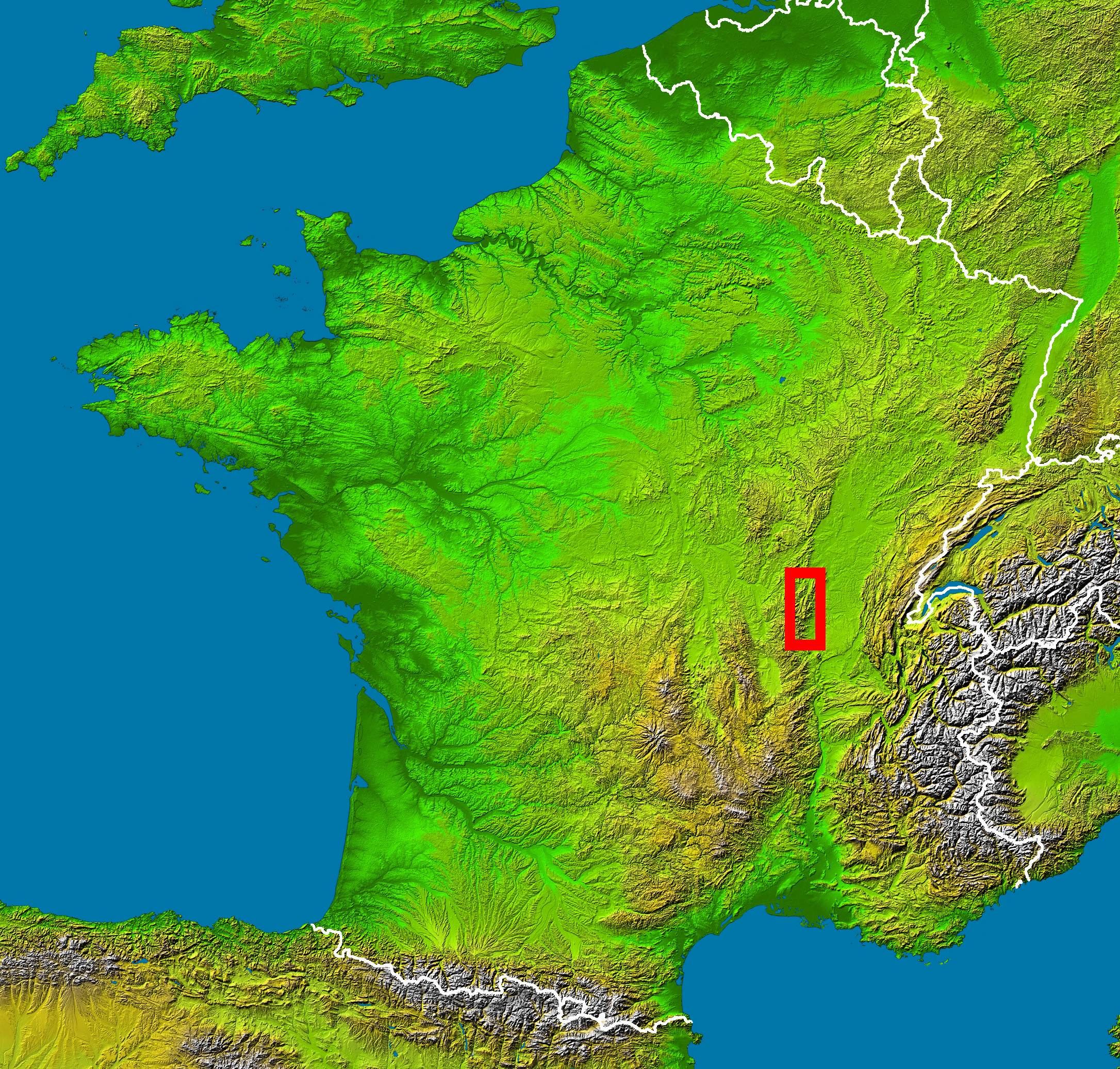
Lokalizacja regionu Beaujolais we Francji

Beaujolais (czytaj: bożolé; fr-prow. Biôjolês) – kraina historyczna we Francji w Masywie Centralnym, do roku 1789 prowincja, obecnie znajduje się na granicy regionów Burgundia-Franche-Comté i Owernia-Rodan-Alpy oraz należących do tych regionów departamentów: Saona i Loara oraz Rodan. Region znany z produkcji wina o tej samej nazwie. Pod koniec listopada obchodzone jest święto młodego wina „Beaujolais nouveau”.
Historyczną stolicą prowincji jest Beaujeu (fr-prow. Bôjor/Biôjœr), a głównym ośrodkiem gospodarczym Villefranche-sur-Saône (fr-prow. Velafranche).

Region Beaujolais
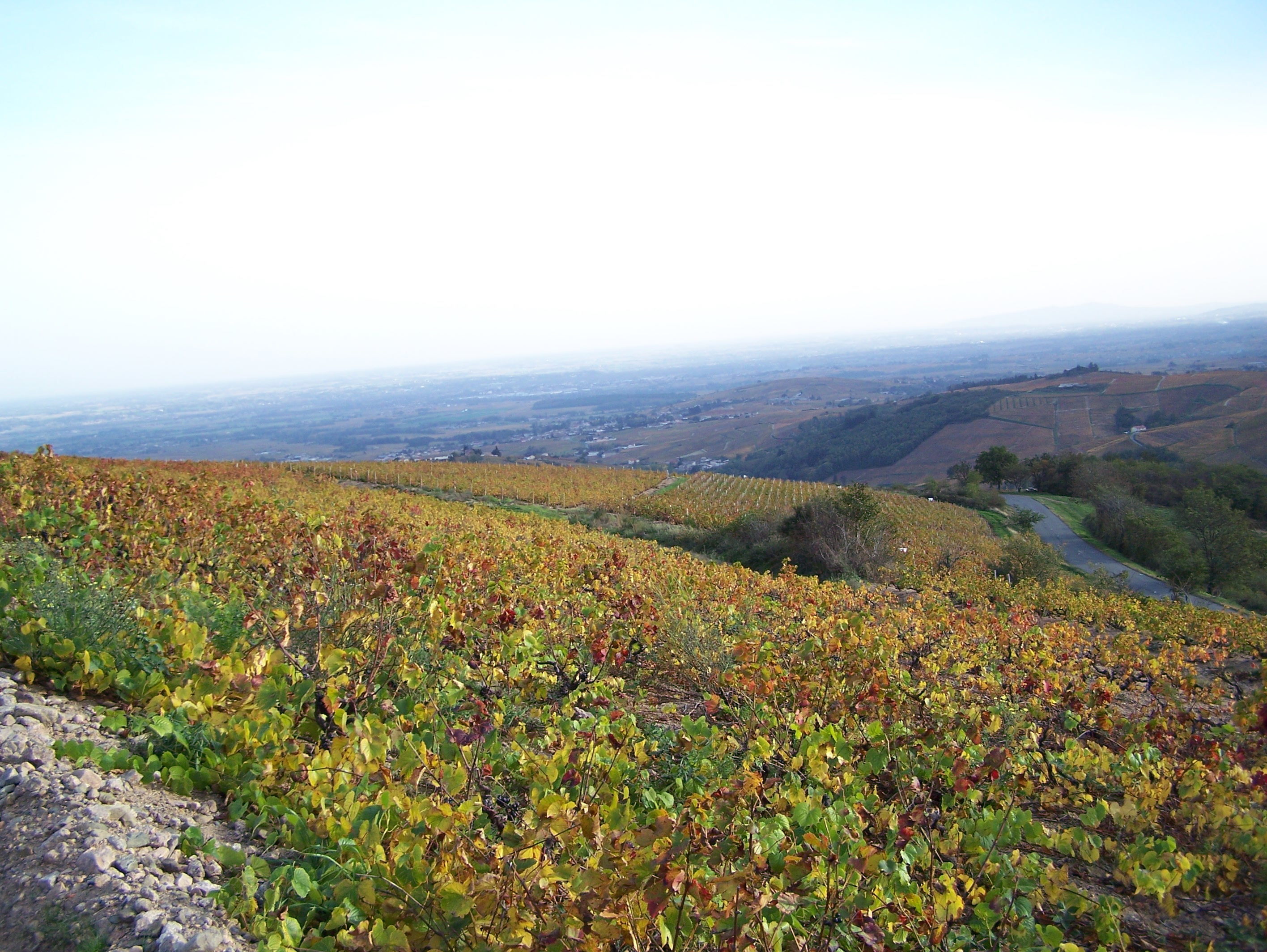
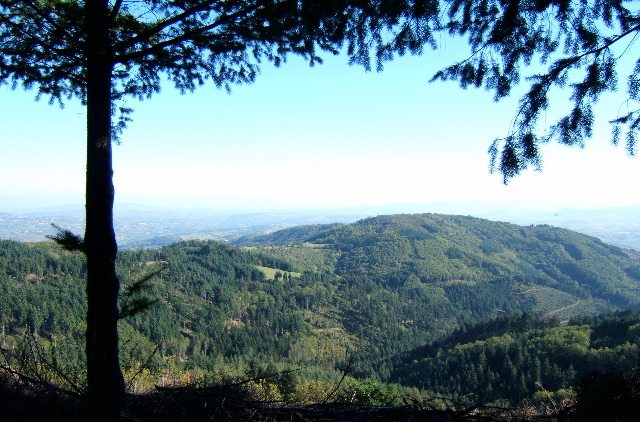
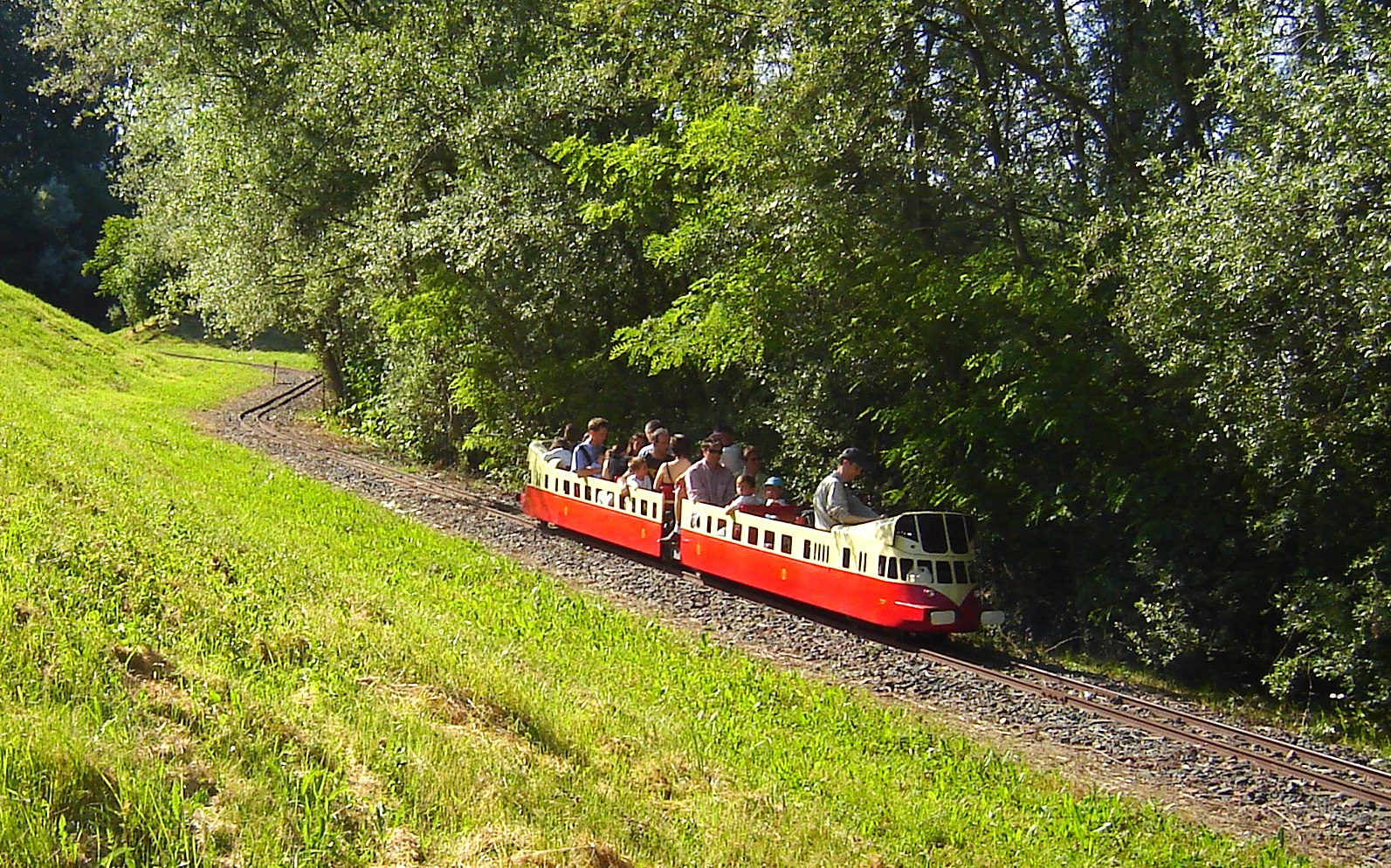